# Poonam Pandey

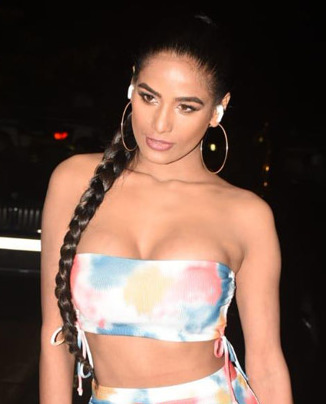
Poonam Pandey (2022)

Poonam Pandey (Hindi पूनम पांडेय; * 11. März 1991 in Kanpur, Uttar Pradesh) ist ein indisches Model und eine Schauspielerin, die durch ihre provokanten Aktionen und ihr soziales Engagement Aufmerksamkeit erregt.

## Leben
Poonam Panday ist in einer konservativen Familie in Kanpur aufgewachsen. Erste Bekanntheit erlangte sie als in einer Wette vorangekündigte Flitzerin bei der Cricket-Weltmeisterschaft 2011 anlässlich des indischen Weltmeistertitels. Seit 2013 ist sie auch als Schauspielerin aktiv, sie übernahm die Hauptrolle im Erotikfilm Nasha. Weitere Film- und Fernsehrollen folgten.

## Wirken
Pandey generiert Aufmerksamkeit für wichtige Themen mit unkonventionellen und kontroversiellen Methoden. Aktionen wie das Vortäuschen ihres Todes, um für die Prävention gegen Gebärmutterhalskrebs zu werben, haben Kritik hervorgerufen, aber auch Diskussionen über Gesundheitsbewusstsein angestoßen.

## Filmografie (Auswahl)
- 2013: Nasha
- 2015: Malini & Co.
- 2015: Total Nadaniyaan (Fernsehserie)
- 2015: Pyaar Mohabbat Ssshhh (Fernsehserie)
- 2017: Aa Gaya Hero
- 2018: The Journey of Karma
- 2023: Honeymoon Suite No 911 (Fernsehserie, vier Folgen)